# Tub digestiu
El tub digestiu (conducte gastrointestinal o tracte gastrointestinal) és el tracte o via de pas de l'aparell digestiu que condueix de la boca a l'anus. Aquest, conté a més, en humans i altres animals, l'esòfag, l'estómac i els intestins. Els aliments que es prenen per la boca es digereixen per extreure nutrients i absorbir energia. Després, els residus són expulsats per l'anus com a femta. Gastrointestinal és un adjectiu que significa o pertany a l'estómac i els intestins.
La majoria dels animals tenen un tub digestiu complet o "a través de l'intestí". Les excepcions són les més primitives: les esponges de mar tenen porus petits (òstia) a tot el seu cos per a la digestió i un porus dorsal més gran (òscul) per a l'excreció, els ctenòfors tenen tant una boca ventral com porus anals dorsals, mentre que els cnidaris i els acels tenen un únic porus tant per la digestió com per l'excreció.
El conducte gastrointestinal humà està format per l'esòfag, l'estómac i els intestins; es divideix en el tracte gastrointestinal superior i inferior. El tub digestiu inclou totes les estructures entre la boca i l'anus, formant un pas continu que inclou els principals òrgans de la digestió, és a dir, l'estómac, l'intestí prim i l'intestí gros. El sistema digestiu humà complet està format pel tub digestiu més els òrgans accessoris de la digestió (la llengua, les glàndules salivals, el pàncrees, el fetge i la vesícula biliar). El tub digestiu també es pot dividir en intestí anterior, intestí mitjà i intestí posterior, reflectint l'origen embriològic de cada segment. Tot el tub digestiu humà té uns nou metres de llarg a l'autòpsia. És considerablement més curt en el cos viu perquè els intestins, que són tubs de teixit muscular llis, mantenen un to muscular constant en un estat de tensió mig, però poden relaxar-se en punts per permetre la distensió local i el peristaltisme.
El tracte gastrointestinal conté la microbiota intestinal, amb unes 4.000 soques diferents de bacteris que tenen diferents papers en el manteniment de les defenses i el metabolisme, així com altres microorganismes. Les cèl·lules del tracte gastrointestinal alliberen hormones per ajudar a regular el procés digestiu. Aquestes hormones digestives, incloses la gastrina, la secretina, la colecistocinina i la grelina, estan mediades per mecanismes intracrins o autocrins, cosa que indica que les cèl·lules que alliberen aquestes hormones són estructures conservades al llarg de l'evolució.

## Tub digestiu humà

### Tracte gastrointestinal superior
Està format per la boca, la faringe, l'esòfag, l'estómac i el duodè.

### Tracte gastrointestinal inferior
Inclou la major part de l'intestí prim i tot l'intestí gros.

## Estructura del tub digestiu

Animació que representa el moviment peristàltic impulsant el bol al llarg del tub intestinal

El tub digestiu, també anomenat conducte alimentari o tracte gastrointestinal, presenta una sistematització prototípica que comença a la boca i s'estén fins a l'anus. En l'ésser humà, la seva longitud és d'entre 10 i 12 metres, essent sis o set vegades la longitud total del cos. En el seu trajecte al llarg del tronc del cos, discorre per davant de la columna vertebral. Comença al cap, descendeix després pel coll per travessar les tres grans cavitats del cos: la toràcica, l'abdominal i la pelviana. Al coll està en contacte amb el conducte respiratori; al tòrax se situa en el mediastí posterior entre els dos pulmons i el cor, i a l'abdomen i la pelvis està acompanyat dels diferents òrgans de l'aparell genitourinari. Embriològicament, el tub digestiu procedeix de l'endoderma, igual que l'aparell respiratori. El tub digestiu i les glàndules i òrgans annexos (glàndules salivals, fetge i pàncrees), formen l'aparell digestiu.
Histològicament està format per quatre capes concèntriques que, d'endins cap a fora, són:
1. Capa interna o mucosa. Aquí es poden trobar diverses glàndules secretores de moc i d'àcid clorhídric, vasos limfàtics i alguns nòduls limfoides. Inclou una capa muscular interna, o muscularis mucosae, composta d'una capa circular interna i una longitudinal externa de múscul llis.
2. Capa submucosa. Està composta de teixit connectiu dens que és irregular i fibroelàstic. La capa submucosa conté l'anomenat plexe submucós de Meissner, que és un component del sistema nerviós entèric i controla la motilitat de la mucosa i en menor grau la de la submucosa, i les activitats secretores de les glàndules
3. Capa muscular externa composta, igual que la muscularis mucosae, per una capa circular interna i una altra longitudinals externes de múscul llis, excepte a l'esòfag on hi ha múscul estriat. Aquesta capa muscular té a càrrec seu els moviments peristàltics que desplacen el contingut de la llum al llarg del tub digestiu. Entre les seves dues capes es troba un altre component del sistema nerviós entèric, el plexe mientèric d'Auerbach, que regula l'activitat d'aquesta capa.
4. Capa serosa o adventícia. S'anomena segons la regió del tub digestiu que revesteix; hi ha la serosa si és intraperitoneal, i l'adventícia si és retroperitoneal. L'adventícia està conformada per un teixit connectiu lax. La serosa apareix quan el tub digestiu forma part de l'abdomen, i l'adventícia passa a ser substituïda pel peritoneu.

Els plexes submucós i mientèric constitueixen el sistema nerviós entèric que es distribueix al llarg de tot el tub digestiu, des de l'esòfag fins a l'anus. Per sota del diafragma, hi ha una quarta capa anomenada serosa, formada pel peritoneu. El bol alimentari passa a través del tub digestiu i es desplaça així, amb ajuda tant de secrecions com de moviments peristàltics, que es produeixen a causa de l'elongació o estirament de les fibres longitudinals i el moviment cap enfora i cap endins de les fibres circulars. Gràcies a aquests moviments, el bol alimentari pot arribar a la vàlvula del càrdies que connecta directament amb l'estómac. El peritoneu pot presentar una capa subserosa desenvolupada, en especial a la zona de l'intestí gros, on apareixen els apèndixs epiploics.
Segons el sector del tub digestiu, la capa muscular de la mucosa pot tenir només múscul longitudinal o longitudinal i circular. La mucosa pot presentar criptes i vellositats, i la submucosa pot presentar plecs permanents o plecs funcionals. És possible d'estirar el plec funcional de la submucosa, però no es pot fer amb la vàlvula connivent. El gruix de la paret canvia segons el lloc anatòmic, igual que la superfície, que pot ser llisa o no. L'epiteli que pot presentar és un pla pluriestratificat no cornificat, o un prismàtic simple amb microvil·lis. En les criptes de la mucosa desemboquen glàndules. Aquestes poden ser de la mucosa o de la submucosa. Si el plec és acompanyat per la submucosa, llavors el plec és de la submucosa. El plec de la mucosa i submucosa és anomenat vàlvula connivent o plec de Kerckring. La vàlvula connivent pot mantenir la presència de vellositats. La vàlvula connivent és perpendicular al tub digestiu, i només es presenta en l'intestí prim.